# 史繼志
史繼志（1538年—？），字思善，號星梁，應天府溧陽縣人，民籍，明朝政治人物。

## 生平
隆慶元年（1567年）丁卯科應天鄉試第二十八名舉人，五年（1571年）中式辛未科會試第一百十一名，二甲第四十六名進士。都察院觀政，授户部主事，萬曆八年（1580年）歷官员外郎、郎中，丁憂歸。十一年复除刑部郎中，萬曆十三年（1585年）二月升浙江按察司副使，卒于家。

## 家族
曾祖史說；祖父史鈺；父史河，封户部主事。母周氏。具慶下。弟史繼書，錦衣衛指揮僉事。